# Prototroctes maraena
Prototroctes maraena är en fiskart som beskrevs av Günther, 1864. Prototroctes maraena ingår i släktet Prototroctes och familjen Retropinnidae. IUCN kategoriserar arten globalt som nära hotad. Inga underarter finns listade i Catalogue of Life.